# Universale Economica Feltrinelli dal 1101 al 1200

## Dal n. 1101 al n. 1200
- I 100 precedenti: Universale Economica Feltrinelli dal 1001 al 1100

| Universale Economica Feltrinelli |              | |                                         |
|                                  |              | |                                         |
|                                  | Sezione      | Titolo | Autore                                  |
| 1101                             | Teatro       | Via etere | Massimo Cirri e Sergio Ferrentino       |
| 1102                             | Narrativa    | Ex cattedra | Domenico Starnone                       |
| 1103                             | Saggi        | Uomini, tecniche, economie | Carlo M. Cipolla                        |
| 1104                             | Saggi        | La Rivoluzione francese: 1788-92, a cura di Franco Venturi                                                                        | Gaetano Salvemini                       |
| 1105                             | Saggi        | Speculum. Dell'altro in quanto donna, a cura di Luisa Muraro                                                                      | Luce Irigaray                           |
| 1106                             | Narrativa    | L'oro della stella | Clarice Lispector                       |
| 1107                             | Narrativa    | Il giudice e il suo boia | Friedrich Dürrenmatt                    |
| 1108                             | Saggi        | Il bambino nella luna: come riavvicinare il bambino che si chiude in se stesso                                                    | Michele Zappella                        |
| 1109                             | Narrativa    | La brava terrorista | Doris Lessing                           |
| 1110                             | Narrativa    | Mosca sulla vodka | Venedikt Vasil'evič Erofeev             |
| 1111                             | Poesia       | Silenzi | Emily Dickinson                         |
| 1112                             | Narrativa    | Il diario di Eva, a cura di Barbara Lanati                                                                                        | Mark Twain                              |
| 1113                             | Saggi        | La politica dell'esperienza e L'uccello del paradiso                                                                              | Ronald Laing                            |
| 1114                             | Narrativa    | Ultima fermata a Brooklyn | Hubert Selby                            |
| 1115                             | Noir         | La sorellina | Raymond Chandler                        |
| 1116                             | Narrativa    | La grande Eulalia | Paola Capriolo                          |
| 1117                             | Saggi        | Il punto di svolta. Scienza, società e cultura emergente                                                                          | Fritjof Capra                           |
| 1118                             | Narrativa    | L'accompagnatrice | Nina Berberova                          |
| 1119                             | Narrativa    | Vicolo del mortaio | Nagib Mahfuz                            |
| 1120                             | Oriente      | Lezioni spirituali per giovani Samurai                                                                                            | Yukio Mishima                           |
| 1121                             | Varia        | Guida all'ascolto della musica contemporanea                                                                                      | Armando Gentilucci                      |
| 1122                             | Saggi        | Pensare l'Europa | Edgar Morin                             |
| 1123                             | Saggi        | Primavera silenziosa | Rachel Carson                           |
| 1124                             | Saggi        | Yoga e maternità | Gabriella Cella e Fiorenza Zanchi       |
| 1125                             | Varia        | Cuor da "Cuore": un anno di satira sinistra (caricature)                                                                          |                                         |
| 1126                             | Narrativa    | Il dramma stregato | Jun'ichirō Tanizaki                     |
| 1127                             | Saggi        | Lo scambio simbolico e la morte                                                                                                   | Jean Baudrillard                        |
| 1128                             | Saggi        | Questo sesso che non è un sesso                                                                                                   | Luce Irigaray                           |
| 1129                             | Saggi        | Politica e Zen: un nuovo manifesto                                                                                                | Andrea Valcarenghi (e altri)            |
| 1130                             | Classici     | Signorina Else, a cura di Enrico Groppali                                                                                         | Arthur Schnitzler                       |
| 1131                             | Cinema       | Zelig | Woody Allen                             |
| 1132                             | Narrativa    | Tutti al mare | Michele Serra                           |
| 1133                             | Narrativa    | Il sospetto | Friedrich Dürrenmatt                    |
| 1134                             | Narrativa    | Il sorriso ai piedi della scala                                                                                                   | Henry Miller                            |
| 1135                             | Saggi        | La formazione del pensiero filosofico dalle origini a Platone (La filosofia antinca, I)                                           | Francesco Adorno                        |
| 1136                             | Saggi        | Filosofia, cultura, scuole tra Aristotele e Augusto (La filosofia antinca, II)                                                    | Francesco Adorno                        |
| 1137                             | Saggi        | Pensiero, culture e concezioni religiose (La filosofia antinca, III)                                                              | Francesco Adorno                        |
| 1138                             | Saggi        | Cultura, filosofia, politica e religiosità (La filosofia antinca, IV)                                                             | Francesco Adorno                        |
| 1139                             | Varia        | Disegni & Caviglia colpiscono ancora: altro che satira, un vero massacro! (caricature), prefazione di Ettore Scola                | Stefano Disegni e Massimo Caviglia      |
| 1140                             | Noir         | Una splendida mattina d'estate | James Hadley Chase                      |
| 1141                             | Oriente      | Il Profeta | Khalil Gibran                           |
| 1142                             | Narrativa    | La promessa | Friedrich Dürrenmatt                    |
| 1143                             | Saggi        | Amore e orgasmo | Alexander Lowen                         |
| 1144                             | Cinema       | Io e Annie | Woody Allen                             |
| 1145                             | Narrativa    | Trainspotter | Gianfranco Manfredi                     |
| 1146                             | Narrativa    | Il filo dell'orizzonte | Antonio Tabucchi                        |
| 1147                             | Saggi        | Il flagello della svastica: breve storia dei delitti di guerra nazisti, presentazione di Gian Enrico Rusconi                      | Lord Russell di Liverpool               |
| 1148                             | Saggi        | Lasciate in pace gli uomini: manuale per un felice rapporto di coppia                                                             | Cheryl Benard e Edit Schlaffer          |
| 1149                             | Narrativa    | Moha il folle, Moha il saggio | Tahar Ben Jelloun                       |
| 1150                             | Narrativa    | Ricordi di mia madre | Yasushi Inoue                           |
| 1151                             | Narrativa    | Segni d'oro | Domenico Starnone                       |
| 1152                             | Saggi        | L'uso dei piaceri. Storia della sessualità II                                                                                     | Michel Foucault                         |
| 1153                             | Saggi        | La cura di sé. Storia della sessualità III                                                                                        | Michel Foucault                         |
| 1154                             | Saggi        | Classici americani, trad. di Attilio Bertolucci, con un saggio di W. R. Jarrett-Kerr                                              | D. H. Lawrence                          |
| 1155                             | Saggi        | Il mito della droga. La percezione rituale delle droghe, dei drogati e degli spacciatori                                          | Thomas S. Szasz                         |
| 1156                             | Narrativa    | L'ambulante | Peter Handke                            |
| 1157                             | Saggi        | Il totemismo oggi | Claude Lévi-Strauss                     |
| 1158                             | Narrativa    | Il canto della neve silenziosa | Hubert Selby                            |
| 1159                             | Narrativa    | Il salto con le aste | Domenico Starnone                       |
| 1160                             | Narrativa    | Il Nocchiero | Paola Capriolo                          |
| 1161                             | Varia        | Il sogno degli anni '60 | Walter Veltroni                         |
| 1162                             | Oriente      | Le tempeste | Khalil Gibran                           |
| 1163                             | Saggi        | Il mito di Pietroburgo. Storia, leggenda, poesia                                                                                  | Ettore Lo Gatto                         |
| 1164                             | Saggi        | Pedagogia della musica | Silvano Sansuini                        |
| 1165                             | Varia        | Ammalarsi fa bene. La malattia alla difesa della salute                                                                           | Giorgio Abraham, Claudia Peregrini      |
| 1166                             | Narrativa    | 1899. Scelta di racconti | Olive Schreiner                         |
| 1167                             | Cinema       | Provaci ancora, Sam | Woody Allen                             |
| 1168                             | Narrativa    | Un ospite d'onore | Nadine Gordimer                         |
| 1169                             | Memoria      | Bassa intensità, prefazione di Furio Colombo                                                                                      | Lucia Annunziata                        |
| 1170                             | Narrativa    | Cròniche epafàniche | Francesco Guccini                       |
| 1171                             | Narrativa    | Vita sexualis, o L'iniziazione amorosa del professor Kanai Shizuka, nota di Adriano Boscaro                                       | Ogai Mori                               |
| 1172                             | Narrativa    | L'ultimo dei Giusti | André Schwarz-Bart                      |
| 1173                             | Narrativa    | Il nuovo che avanza | Michele Serra                           |
| 1174                             | Narrativa    | Il gioco del rovescio | Antonio Tabucchi                        |
| 1175                             | Narrativa    | La passione secondo G. H. | Clarice Lispector                       |
| 1176                             | Cinema       | Tutto quello che avreste voluto sapere sul sesso* *ma non avete mai osato chiedere                                                |                                         |
| 1177                             | Noir         | Il lungo addio | Raymond Chandler                        |
| 1178                             | Narrativa    | Luglio | Nadine Gordimer                         |
| 1179                             | Narrativa    | Racconti africani | Doris Lessing                           |
| 1180                             | Narrativa    | Il nostro quartiere | Nagib Mahfuz                            |
| 1181                             | Narrativa    | L'abitudine di amare | Doris Lessing                           |
| 1182                             | Varia        | La vendetta di Disegni & Caviglia: quando la satira colpisce davvero! (caricature), prefazione di Federico Zeri                   | Stefano Disegni e Massimo Caviglia      |
| 1183                             | Varia        | Non c'è gusto in Italia ad essere intelligenti (seguirà il dibattito)                                                             | Roberto "Freak" Antoni                  |
| 1184                             | Varia        | Guida all'ascolto dell'opera, prefazione di Giacomo Manzoni                                                                       | Enrico Girardi                          |
| 1185                             | Saggi        | Donne che mangiano troppo | Renate Göckel                           |
| 1186                             | Narrativa    | Fuori registro | Domenico Starnone                       |
| 1187                             | Narrativa    | 44 falsi, prefazione di Goffredo Fofi                                                                                             | Michele Serra                           |
| 1188                             | Varia        | Un lavoro da ridere: antologia della satira del movimento operaio dall'Ottocento a oggi (caricature), prefazione di Michele Serra | Dino Aloi e Claudio Mellana (a cura di) |
| 1189                             | Narrativa    | La daga nel loden | Lella Costa                             |
| 1190                             | Saggi        | Pappe, pentole e pazzie. Diario di un'emancipazione mancata                                                                       | Claudia Keller                          |
| 1191                             | Narrativa    | Giochi Crudeli | Claudio Lolli                           |
| 1192                             | Narrativa    | Il poeta è un fingitore | Fernando Pessoa                         |
| 1193                             | Narrativa    | Hollywood, Hollywood! | Charles Bukowski                        |
| 1194                             | Vite Narrate | Una famiglia italiana | Franca Magnani                          |
| 1195                             | Narrativa    | Non ora, non qui | Erri De Luca                            |
| 1196                             | Narrativa    | Il ladro e i cani | Nagib Mahfuz                            |
| 1197                             | Saggi        | Il narcisismo. L'identità rinnegata                                                                                               | Alexander Lowen                         |
| 1198                             | Narrativa    | Baol | Stefano Benni                           |
| 1199                             | Narrativa    | Il quinto figlio | Doris Lessing                           |
| 1200                             | Narrativa    | Verso la foce | Gianni Celati                           |

- I 100 successivi: Universale Economica Feltrinelli dal 1201 al 1300